# Brahmagupta
Brahmagupta (født 598, død 668) var en indisk matematiker og astronom. Han blev født i byen Bhinmal i staten Rajasthan i det nordvestlige Indien.
Som matematiker er han mest kendt for at have opdaget tallet nul. Hans værk Brahma Sphuta Siddhanta fra omkring 628 er det tidligst kendte værk som behandler nul som et tal i egen forstand, og i dette værk angiver han også regneregler for aritmetik med negative tal og nul. Han forsøgte også at definere division med nul. 